# رافائل گیخوسا
رافائل گیخوسا (اسپانیایی: Rafael Guijosa‎؛ زادهٔ ۳۱ ژانویه ۱۹۶۹) بازیکن هندبال اهل اسپانیا بود.
از باشگاه‌هایی که در آن بازی کرده‌است می‌توان به باشگاه هندبال بارسلونا اشاره کرد.
وی در مسابقات کشوری و بین‌المللی در مجموع برندهٔ ۱ مدال نقره، ۳ مدال برنز شده‌است.
رافائل گیخوسا در حال حاضر سرمربی تیم ملی هندبال ایران است.